# Pinna (geslacht)
Pinna is een geslacht van tweekleppige weekdieren, dat fossiel bekend is vanaf het Jura. Tegenwoordig bestaan nog enkele soorten van dit geslacht.

## Beschrijving
Pinna wordt gekenmerkt door grote tot zeer grote, even scharnierende behuizingen. Ze zijn waaiervormig, wigvormig of peddelvormig in omtrek; ze kunnen meer dan een meter lang zijn (grootste exemplaar gevonden: honderdtwintig centimeter). De behuizingen zitten vast in het zachte sediment met de voorkant naar beneden. Het achterste (bovenste), constant gapende uiteinde steekt ongeveer een tot twee derde van het sediment uit. De wervels zitten aan de voorkant (onderkant). De behuizingen zijn meestal afgeplat aan de zijkanten. In het midden van de lengteas bevindt zich een kiel aan de buitenkant, die echter bij sommige volwassen soorten kan verdwijnen. In de behuizing komt het overeen met een longitudinale groef die de paarlemoerlaag verdeelt in twee langwerpige lobben. Er is nog een gapende kloof aan de ventrale rand nabij het voorste uiteinde (onder, in het sediment). Hier komt de byssus uit. Het slot is tandenloos. Het ligament is erg lang, strekt zich uit over bijna de gehele lengte van de dorsale marge en ligt in een groef (sub-intern).
De schaal bestaande uit de minerale schaal en de organische periostracum is relatief dun en breekbaar, maar ook tot op zekere hoogte flexibel. De minerale schaal bestaat uit een buitenste, calcitische prismalaag en een binnenste, aragonitische parelmoerlaag. De parelmoer laag vormt twee lobben aan de binnenkant naar de achterkant toe. Het oppervlak is voorzien van ribben, of scherpe, rij-gerangschikte schalen of schalen die open zijn aan de achterkant, of bijna glad met min of meer duidelijke groei strepen.De voorste sluitspier bevindt zich nabij het voorste uiteinde (onder) en is relatief klein. De achterste sluitspier (bovenaan) is erg groot. Het zit enigszins buikvormig (in verhouding tot de breedte van de behuizing) en dicht bij de achterste oppervlaktelijn, die duidelijk van de achterkant van de behuizing is verwijderd (= bovenkant). Hij kan dus nog steeds onder het midden zitten (op basis van de lengte van de behuizing in de live positie). De lengte van de schelp bedraagt circa tweeëntwintig centimeter.

## Geografische verspreiding en habitat
De recente vertegenwoordigers van het geslacht Pinna leven in gematigde, subtropische en tropische zeeën. Ze komen voor van de ondiepe subtidal tot ongeveer honderd meter waterdiepte, zelden dieper. De Pinna-soort zit vast in het zachte sediment met de voorkant naar beneden, de achterkant steekt meestal ongeveer een tot twee derde uit het sediment.

## Soorten
- Pinna angustana Lamarck, 1819
- Pinna atropurpurea G.B. Sowerby I, 1825
- Pinna attenuata Reeve, 1858
- Pinna carnea Gmelin 1791
- Pinna cellophana Matsukuma & Okutani, 1986
- Pinna electrina Reeve, 1858
- Pinna epica Jousseaume, 1894
- Pinna exquisita Dall, Bartsch & Rehder, 1938
- Pinna fimbriatula Reeve, 1859
- Pinna linguafelis (Habe, 1953)
- Pinna madida Reeve, 1858
- Pinna menkei Reeve, 1858
- Pinna nobilis (Linnaeus, 1758) (Grote steekmossel)
- Pinna pectinata Linnaeus 1758
- Pinna rugosa G.B. Sowerby I, 1835
- Pinna saccata Linnaeus 1758
- Pinna sanguinolenta Reeve, 1858
- Pinna trigonalis Pease, 1861
- Pinna trigonium Dunker, 1852

## Uitgestorven soorten
- P. ampla † Sowerby 1812
- P. bicolor † Gmelin 1791
- P. constantini † de Loreol & Pellat 1874
- P. cordata † Pritchard 1895
- P. credneri † Gemmellaro 1896
- P. deltodes † Menke 1843
- P. deshayesi † Mayer 1864
- P. dolabrata † Lamarck 1819
- P. dolosoniensis † McLearn 1926
- P. freneixae † Zinsmeister & Macellari 1988
- P. incurva †  Gmelin 1791
- P. incurvata † Sowerby 1825
- P. inermis † Tate 1887
- P. isosceles † Hedley 1924
- P. kawhiana † Marwick 1953
- P. laqueata † Conrad 1858
- P. latrania † Hanna 1926
- P. lima † Boehm 1903
- P. margaritacea † Lamarck 1805
- P. mitis † Zieten 1830
- P. muikadanensis † Nakazawa 1961
- P. muricata † Linnaeus 1758
- P. punjabensis † Eames 1951
- P. qinghaiensis † Lu 1986
- P. reginamaris † Maury 1930
- P. rembangensis † Martin 1910
- P. richthofeni † Fliegel 1901
- P. robusta † Chiesa et al. 1995
- P. rudis † Linnaeus 1758
- P. scapula † Hedley 1924
- P. semicostata † Philippi 1887
- P. semisulcata † Tate 1886
- P. shekhanensis † Eames 1951
- P. sublanceolata † d'Orbigny 1850
- P. triquetra † Gemmellaro 1896
- P. vexillum † Born 1778